# Neustetten
Neustetten je německá samosprávná obec v okrese Tübingen ve spolkové zemi Bádensko-Württembersko. Nachází se v kulturním regionu Gäu severovýchodně od toku řeky Neckar.
Je tvořena třemi místními částmi: Wolfenhausen, Nellingsheim a Remmingsheim. Vznikla jejich spojením 1. prosince 1971.
Její název je odvozen od předchozí osady Stetten, která stála na místě dnešní části Wolfenhausen.

## Pamětihodnosti
- Evangelický kostel svatého Michaela v části Wolfenhausen
- Evangelický kostel v části Nellingsheim
- Evangelický kostel svatého Petra v části Remmingsheim
- Vlastivědné muzeum – nejstarší komunální muzeum v celém okrese